# 1230. grenadirski polk (Wehrmacht)
1230. grenadirski polk (izvirno nemško 1230. Grenadier-Regiment; kratica 1230. GR) je bil pehotni polk Heera v času druge svetovne vojne.

## Zgodovina
Polk je bil ustanovljen januarja 1945 pri Slavonskem Brodu kot sestavni del 41. pehotne divizije.